# Bill Cook (hockeista su ghiaccio)
William Osser Xavier Cook, detto Bill (Brantford, 8 ottobre 1895 – Kingston, 5 maggio 1986), è stato un hockeista su ghiaccio canadese.

## Biografia
Nel corso della sua carriera ha giocato con Kingston Frontenacs (1914-1915, 1919/20), Sault Ste. Marie Greyhounds (1920-1922), Saskatoon Crescents (1922-1925), Saskatoon Sheiks (1925/26), New York Rangers (1926-1937) e Cleveland Barons (1937/38).
Nel 1952 è stato inserito nella Hockey Hall of Fame, mentre nel 1975 è stato incluso nella Canada's Sports Hall of Fame.